# 密斑短角單棘魨
密斑短角單棘魨（学名：Thamnaconus tessellatus），又名密斑馬面魨、剝皮魚，为單棘魨科馬面魨屬下的一个种。

## 扩展阅读
- 維基物種上的相關：密斑短角單棘魨